# Jung Hyun-cheol
Đây là một tên người Triều Tiên, họ là Jeong.
Jung Hyun-cheol (tiếng Hàn: 정현철; sinh ngày 26 tháng 4 năm 1993) là một cầu thủ bóng đá Hàn Quốc thi đấu cho FC Seoul.

## Sự nghiệp

### Sự nghiệp câu lạc bộ
Anh gia nhập Gyeongnam FC vào tháng 1 năm 2015.

### Sự nghiệp quốc tế
Anh đá ở Giải vô địch bóng đá U-20 thế giới 2013 và ghi bàn cho U-20 Hàn Quốc ở vòng tứ kết.